# John Clifford, 9. baron Clifford
John Clifford, 9. baron Clifford, 9. Lord of Skipton (8. april 1435 – 28. marts 1461) var en hærfører for Lancaster-sagen under Rosekrigene i England. Familien Clifford var en af de mest fremtrædende familier i den engelske adel i nord i det 15. århundrede, og gennem sine søstre ægteskab havde John Clifford forbindelser til nogle meget vigtige familier som jarlerne af Devon. Han blev forældreløs i en alder af tyve år, da hans far blev dræbt af Huset Yorks partisaner i Rosekrigenes første slag, Slaget ved St Albans i 1455. Det var sandsynligvis pga. hans fars død dér, at Clifford blev en af de stærkeste støtter af dronning Margrete af Anjou, kong Henrik 6., der endte som den reelle leder af Lancaster-fraktionen.
Clifford havde allerede opnået en fremtrædende position i nord, hvor han som allieret med jarlen af Northumberlands søn deltog i en fejde mod Neville-familien, Percys naturlige rivaler i Yorkshire. Det var væbnede angreb, overfald, træfninger og omfattede et bagholdsangreb på en af de yngre Neville-sønners bryllupsfest i 1453. Historikere har set en direkte sammenhæng mellem hans involvering i den lokale fejde i nord med Neville-familien og den nationale kamp mod hertugen af York, som Neville-slægten var tæt allieret med i slutningen af 1450'erne. Selvom det på papiret var en periode med midlertidig fred mellem fraktionerne, ser Clifford og hans allierede ud til at have gjort adskillige forsøg på at angribe Neville- og Yorkist-herrerne i baghold.
Væbnede konflikter brød ud igen i 1459, og igen fandt Clifford sig på kongen og dronningens side. Clifford deltog i parlamentet, der fratog York-lederne, der nu var i eksil ære, liv og gods, og han tog en del af overskuddet fra deres besiddelser, såvel som han blev udnævnt til embeder, der traditionelt havde været deres. York-lederne vendte tilbage fra eksil i juni 1460 og besejrede en kongelig hær i Northampton. Som resultat af det kongelige partis nederlag blev Clifford beordret til at give de slotte og embeder, som han havde overtaget fra Neville-slægten tilbage til dem, skønt det er usandsynligt, at han gjorde det. Faktisk begyndte han og hans kollegaer, de andre Lancaster-støtter i nord, blot en ødelæggelsesfeltog mod Neville-slægtens og York-slægtens godser og fæsteres boliger i en sådan grad, at hertugen af York og hans nære allierede, jarlen af Salisbury, i december 1460 rejste en hær og satte kurs mod nord for at knuse Lancaster-oprøret. Dette vinterfelttog kulminerede i Slaget ved Wakefield omring årets sidste dage og blev en afgørende sejr for Lancaster-hæren, hvor Clifford nu var en vigtig hærfører. Slaget endte i både Yorks og Salisburys død, men var sandsynligvis mest berygtet for Cliffords drab på Edmund, jarl af Rutland, Yorks 17 år gamle anden søn og yngre bror til den senere kong Edvard 4. Det kan have resulteret i, at Clifford fik tilnavnet 'Butcher Clifford', skønt historikere er uenige om, hvor udbredt brugen af det udtryk var i samtiden.
Clifford ledsagede den kongelige hær på dens march sydpå næste år, hvor han, selvom han var såret, spillede en ledende rolle i det andet slag ved St Albans og derefter tog med dronningen mod nord. York-hæren, nu under ledelse af Edvard af York og Richard, jarl af Warwick, forfulgte Lancaster-hæren til Yorkshire og besejrede den i slaget ved Towton den 29. marts 1461. Clifford deltog ikke. Han var blevet dræbt i en træfning med en York-rekognosceringsdeling den foregående dag. Efter kroningen af den sejrrige Edvard 4. blev han frataget ære, liv og gods og hans landbesiddelser blev konfiskeret af kronen.

## Baggrund, ungdom, ægteskab og familie
Familien Clifford er blevet beskrevet som en af de største familier fra det 15. århundrede, "der aldrig modtog et jarldømme." John Clifford blev født og døbt på Conisborough Castle den 8. april 1435, søn af Thomas Clifford, 8. baron Clifford (1414-1455) og hans hustru Joan Dacre (før 1424 – før 1455). Hun var datter af Thomas de Dacre, 6. baron Dacre af Gilsland og Philippa de Neville, datter af Ralph Neville, 1. jarl af Westmorland. En af hans faddere var hans grandtante Maud Clifford, grevinde af Cambridge, hvis livgeding var Coningsburgh Castle. Da hun døde i 1446, efterlod hun ham adskillige sølvtallerkener i sit testamente. Hun havde været enke efter Richard af Conisburgh, 3. jarl af Cambridge, henrettet den 5. august 1415 for sin medvirken i Southampton sammensværgelsen, og hun siges at have boet "i stor pragt" på slottet.
Clifford havde tre yngre brødre og fem søstre. Sir Roger Clifford, der blev gift med Joan Courtenay (født ca. 1447), den ældste datter af Thomas de Courtenay, 5. jarl af Devon, af Margaret Beaufort, datter af John Beaufort, 1. jarl af Somerset. Hun giftede sig for anden gang med sir William Knyvet af Buckenham, Norfolk. Dernæst var sir Robert Clifford, der til sidst involverede sig i Perkin Warbeck-sammensværgelsen mod Henrik 7. John Cliffords yngste bror var sir Thomas Clifford, og hans nærmeste søster var Elizabeth. Hun giftede sig først med sir William Plumpton (1435–1461), som sandsynligvis blev dræbt i Slaget ved Towton i 1461, og anden gang med John Hamerton. En anden søster var Maud, der først blev gift med sir John Harrington, og anden gang med Sir Edmund Sutton. Der var også Anne Clifford, der først blev gift med Sir William Tempest og anden gang med William Conyers. John Cliffords yngste søstre var Joan (som blev gift med sir Simon Musgrave) og Margaret (som blev gift med Robert Carr).
I 1454 blev John Clifford gift med Margaret Bromflete (1443 – 12. april 1493), som var datter og arving til Henry, lord Vescy og hans anden hustru Eleanor Fitz Hugh. Med hende fik Clifford to sønner og en datter, hans arving, Henry, den 10. baron, en yngre søn Richard og en datter Elizabeth. Elizabeth var senere hustru til sir Robert Aske (d. 21. februar 1531) af Aughton, Yorkshire. Margaret Clifford overlevede sin mand og havde på et tidspunkt inden den 14. maj 1467 giftet sig igen med sir Lancelot Threlkeld. Historikeren Henry Summerson har beskrevet hans ægteskab, i hvilket han modtog Clifford-godserne, som han skriver det, "i dele af nord relativt fri for Neville-slægtens herredømme."

## Tidlige karriere
Man ved ikke meget om Cliffords tidlige liv og karriere, før han optræder på optegnelserne fra den 24. august 1453 som støtte for sin families traditionelle allierede, Percy-familien. Percy-familien var på det tidspunkt involveret i en bitter fejde med deres rivaler om magten i Yorkshire, Huset Neville. På denne dag sluttede Clifford sig til Thomas Percy, Lord Egremont og sir Richard Percy, sønner af jarlen af Northumberland, ved Heworth Moor i deres forsøg på at angribe Thomas Nevilles bryllupsfest i et baghold.
Cliffords karriere blev forandret, da hans far den 22. maj 1455 blev dræbt, kæmpende mod Richard, hertug af York og Yorks Neville-allierede, jarlerne af Salisbury og Warwick i Det 1. slag ved St Albans. John Clifford var stadig umyndig på det tidspunkt og kunne ikke få lov til at overtage sine landbesiddelsers liberi før den 16. juni 1456. Han modtog sin arv mindre end en måned senere og blev udnævnt fredsdommer i Westmorland. Clifford arvede baroniet Clifford, familiesædet på Skipton Castle og embedet High Sheriff af Westmorland. Han blev indkaldt til parlamentet den 30. juli 1460.
Det er sandsynligt, at hans fars død gjorde den allerede bitre strid med Neville-familien personlig for ham. Michael Hicks har for eksempel antydet, at "de afdøde herrers arvingerne... nu ønskede hævn for deres fædres død. De var ikke specifikke, om det var gennem en juridisk retssag eller gennem mord. " Især Warwick blev holdt ansvarlig. Kong Henrik 6. gennemtvang en forsoning mellem de stridende parter fra St Albans i begyndelsen af 1458 og beordrede de forskellige fraktioner, herunder Clifford, til London. Clifford ankom dertil, berettede en samtidig krønikeskriver, "med stor magt," og krævede erstatning for sin fars død. I dette blev han ledsaget af de andre "unge herrer, hvis fædre var blevet dræbt i Saint Albans." Sammen med Lord Egremont og den nye jarl af Northumberland menes Clifford at have haft en hær på omkring 1.500 mand i London i begyndelsen af 1458, hvor han sammen med Egremont og hertugen af Exeter forsøgte at angribe Warwick og York i et baghold på deres vej til Westminster. Det er sandsynligt, at de havde organiseret væbnede bander for at arrestere de York-herrer, eller myrde dem. Londons borgmester mente, at de kom "imod stormændene" og tillod dem ikke adgang til byen. Således blev Clifford og de andre tvunget til at indlogere sig Temple Bar, mellem byen og Westminster, sandsynligvis i et hus, ejet af af de forskellige biskopper, der stod på ruten. Kongen, mægleren, opholdt sig uden for London på Berkhamsted Castle, og Clifford besøgte ham der den 1. marts, "formodentlig for at påvirke resultatet, [men] sandsynligvis uden held," siger Hicks. Clifford deltog senere i det, der ceremonielt blev kendt som "Kærlighedsdagen" den 24. marts, hvor kongen mæglede en løsning mellem de stridende parter. Som et resultat af det og som en del af en generel kompensationspakke mellem familierne til slagets sejrsherrer og tabere skulle Clifford betales 666 £ af jarlen af Warwick. Dette skulle deles mellem John og hans søskende.
Kong Henriks forsøg på fredsbevarelse blev imidlertid ikke til meget. Det var faktisk omkring dette tidspunkt, at Henriks stærke hustru, Margrete af Anjou, blev mere involveret i fraktionspolitik og i stigende grad indflydelsesrig i regeringen. Summerson har bemærket, hvordan Cliffords unge alder og energi "gjorde ham til en stadig vigtigere støtter af Lancaster-sagen." Ligeledes i et pro-Lancaster digt, som brugte en samtidig metafor for regeringen, statens skib, omtaler Clifford som et "ganske godt sejl" på det. Et par måneder senere blev han udnævnt til King's Bench for West Riding of Yorkshire, men da et storråd blev indkaldt i oktober 1458, ser det ud til at Clifford, sammen med andre anti-York-stormænd, såsom hertugerne af Somerset og Exeter, blev udelukket fra det.

## Rosekrigene
Det næste tidspunkt, hvor Clifford ser ud til at have været fuldt involveret i national politik, var hans deltagelse i parlamentet, der blev indkaldt i Coventry i november 1459. Nu var borgerkrigen for alvor brudt ud: Neville-jarlen af Salisbury havde besejret en Lancaster-hærs forsøg på at angribe ham i et baghold i Slaget ved Blore Heath i september og havde sluttet sig til hertugen af York på sidstnævntes borg i Ludlow. Der var de imidlertid blevet tvunget i eksil af overlegne styrker tro mod kronen, og som et resultat var et parlament blevet indkaldt til at drøfte fratagelsen af York-ledernes ære, liv og gods. Det var Parliament of Devils, og her svor Clifford troskab til den nye tronarving, Edvard af Westminster, prins af Wales, den 11. december. Som et resultat af de landflygtige York-lederes fratagelse af ære, liv og gods var deres godser blevet tilgængelige for, at kronen omfordelte dem til de loyale, og Clifford blev tildelt godset Penrith og Penrith Castle, som tidligere var blevet holdt af Salisbury. Det var tæt nok på deres egne godser Westmorland, særligt deres sæde Brougham Castle ved Penrith, at det er antydet, at det havde været en særlig strid mellem de to familier. I april det følgende år blev han udnævnt til Warden of the Western Marches, en vigtig stilling i forsvaret af grænsen til Skotland. Det var også Neville-familiens traditionelle embede og var for nylig blevet holdt i fællesskab af jarlerne af Salisbury og Warwick. Nu blev Clifford beordret til at rejse en styrke for at modstå York-tropperne.
I juni 1460 invaderede de landflygtige York-ledere med succes England, og den 10. juli besejrede de en kongelig hær i Slaget ved Northampton og tog kongen til fange. Clifford blev nu beordret til at give Penrith Castle og godset tilbage til jarlen af Salisbury. Men selvom det nye York-styre gentagne gange sendte beskeder, ordrer og instruktioner til Clifford i nord, anerkendte han dem ikke, og sammen med Northumberland og Lord Roos forblev han i kontrol over det meste af regionen. I oktober 1460 gjorde hertugen af York krav på tronen, og et parlament blev indkaldt til at diskutere dette. Resultatet af dens drøftelser blev Act of Accord, som fratog prinsen af Wales hans arv til til fordel for York og hans arvinger. Det, er det blevet sagt, var 'afskyeligt' for Clifford og hans kolleger og styrkede deres støtte til dronningen. Det ser ud til, at selvom Clifford blev indkaldt til at deltage, holdt han sig væk og mødte sandsynligvis dronning Margrete i Kingston upon Hull, hvor hun samlede Lancaster-herrerne og medlemmerne af deres følge omkring hende. Sammen havde de snart samlet en kampstyrke på tusinder. Clifford var en af disse herrer, der efterfølgende blev beskyldt for "systematisk" at hærge og plyndre Yorks og Salisburys godser og fæstere i Yorkshire. Som reaktion på disse angreb førte York, Salisbury og sidstnævntes søn Thomas en hær mod nord. Efter at have slået lejr ved Yorks slot i Sandal den 30. december 1460 mødtes de to hære i Slaget ved Wakefield, hvor Clifford ledte en af Lancaster-hærens flanker York-hæren blev slået på flugt, og alle tre York-herrer blev dræbt. Clifford blev slået til ridder af Lancaster-hærføreren, Henry Beaufort, hertug af Somerset, inden slagets begyndelse.

### Jarlen af Rutlands død
En moderne historiker har imidlertid bemærket, at selvom Rutlands død har givet Clifford "et betydelig dårligt ry, blev det mest kun først fortalt flere årtier efter begivenheden." Henry Summerson daterer den første offentliggjorte beskrivelse af "Butcher Clifford" fra begyndelsen af 1540'erne af John Leland i hans rejsebeskrivelse, hvor han skrev, at "for at have dræbt mænd i denne batalje blev [Clifford] kaldet slagteren." I William Worcester annaler, der blev skrevet på samme tid, berettes det, at Clifford dræbte Rutland på Wakefield Bridge, mens sidstnævnte flygtede fra kampen. I det 16. århundrede blev denne beretning udvidet af Edward Hall, som blev kilden til Shakespeares fortælling. Dette omfattede tilføjelsen af forskellige bekræftede historiske unøjagtigheder, såsom at beskrive Rutland som 12 år i stedet for 17 år, og at Clifford også halshuggede York efter slaget, selvom hertugen næsten helt sikkert faldt, kæmpende under slaget. Historikeren J.R. Lander har skrevet, at de fleste af de senere beskrivelser af Clifford ved Wakefield "synes at være for sene til at være særligt troværdige."

## Død og fratagelse af ære, liv og gods
Efter sejren ved Wakefield deltog Clifford og andre Lancaster-herrer fra nord dronning Margretes kongeråd i januar. De førte snart deres hær sydpå. Gregory's Chronicle beretter, at alle bar prinsen af Wales' devise, strudsefjersemblemet. Den 17. februar 1461 stødte de på en York-hær, ledet af Warwick og hans bror John Neville, i St Albans. Dette resulterede i endnu en genlydende sejr for Lancaster-fraktionen, og Henrik 6. blev befriet fra Warwick og vendte tilbage til sin hustru og søn. Det er muligt, at denne genforening fandt sted i John Cliffords eget telt efter slaget. I stedet for at marchere mod London trak den kongelige hær sig imidlertid tilbage mod nord, Clifford med den, og en York-styrke fulgte langsomt efter den fra London. Den 28. marts 1461 stødte dele af de to hære sammen under forsøget på at krydse floden Aire ved Ferrybridge, i Slaget ved Ferrybridge. Lancaster-styrken, under Clifford, erobrede broen, men York-tropperne havde krydset floden længere oppe og angreb fra flanken Cliffords mænd. Tradition fortæller, at Clifford blev dræbt i Dittingdale, muligvis af en pil uden spids i halsen, og blev begravet i en fælles gravplads sammen med resten af de døde fra dette slag. På trods af at han kun var nogle få kilometer væk, holdt den hoved Lancaster-hær sin position og kom enten ikke eller kunne ikke komme ham til hjælp.
Dagen efter Cliffords død mødte hovedparten af York-hæren og Lancaster-hæren hinanden i Slaget ved Towton. Efter det, der nu betragtes som det største og muligvis blodigste slag nogensinde, der har fundet sted på engelsk jord, blev Lancaster-hæren udslettet, og hertugen af Yorks søn blev kronet til kong Edvard 4. Den 4. november 1461 ved Edvards første parlament blev Clifford frataget sin ære, liv og gods, og hans godser og baroni blev overtaget af kongen. En stor del blev senere tildelt jarlen af Warwick. Historien, som senere skulle genfortalt af George Edward Cokayne i hans The Complete Peerage, hvordan Cliffords enke, der frygtede at hendes søn, Henry, ville blive dræbt som gengældelse for Rutlands død, sendte ham i skjul som en hyrde, er næsten helt sikkert et folkeminde. Som Dr James Ross har påpeget, blev den unge Henry Clifford benådet i 1472, og så tidligt som i 1466 blev han offentligt udnævnt til at modtage et legat, selvom Ross antyder, at Henry muligvis kan være gået i skjul for sin fars fjender et stykke tid.

## Fiktive skildringer og senere omdømme
Ifølge Shakespeares stykke Henrik 6., del 3 efter Hall's Chronicle og Holinshed's Chronicles dræbte John Clifford efter slaget ved Wakefield med koldt blod den unge Edmund, jarl af Rutland, søn af Richard, 3. hertug af York. Senere eksperter hævder imidlertid, at Rutland blev dræbt under slaget.
Clifford optræder i Sharon Kay Penmans historiske roman The Sunne in Splendor. 